# Рашфорд, Маркус
Ма́ркус Ра́шфорд (англ. Marcus Rashford; родился 31 октября 1997 года, Манчестер) — английский футболист, нападающий клуба «Манчестер Юнайтед» и национальной сборной Англии. Выступает на правах аренды за «Барселону». Член ордена Британской империи (MBE, 2020).
Воспитанник академии «Манчестер Юнайтед», за которую выступал с 7-летнего возраста. В основном составе клуба дебютировал в феврале 2016 года. В мае того же года дебютировал в составе национальной сборной, став самым молодым игроком, забивавшим за сборную Англии.
Является активистом движения по борьбе с расизмом, помощи бездомным и детям в Великобритании.

## Клубная карьера
Уроженец Манчестера, Маркус Рашфорд с 5-летнего возраста играл за местную команду «Флетчер Мосс Рейнджерс», за которую ранее выступали такие игроки как Уэс Браун, Дэнни Уэлбек, Равел Моррисон, Зеки Фрайерс, Джесси Лингард, Тайлер Блэкетт и Кэмерон Бортуик-Джексон. Рашфордом интересовались академии «Эвертона», «Ливерпуля», «Манчестер Сити» и «Манчестер Юнайтед». Основная борьба за него развернулась между двумя манчестерскими клубами. Рашфорд тренировался как на базе «Юнайтед», так и на базе «Сити». Но в итоге в 2005 году 7-летний Маркус сделал выбор в пользу академии «Манчестер Юнайтед». Этому выбору способствовало то, что главным тренером Академии «Юнайтед» в то время был Рене Мёленстен, который акцентировал развитие молодых футболистов на индивидуальных действиях и работе с мячом, а не просто игре в пас (так называемый «метод Курвера»), что импонировало Рашфорду. Кроме того, Маркус с ранних лет болел именно за «красную» команду Манчестера.
В 2014 году Рашфорд был включён в состав юношеской команды «Манчестер Юнайтед» для участия в Молочном кубке, по итогам розыгрыша которого «красные дьяволы» завоевали трофей. Рашфорд сыграл в трёх матчах и забил четыре гола, но не принял участия в финальном матче. В то же время «Манчестер Сити» предпринял ещё одну попытку привлечь Маркуса в свою академию, но Рашфорд решил остаться в «Юнайтед».

### «Манчестер Юнайтед»

#### 2015/16

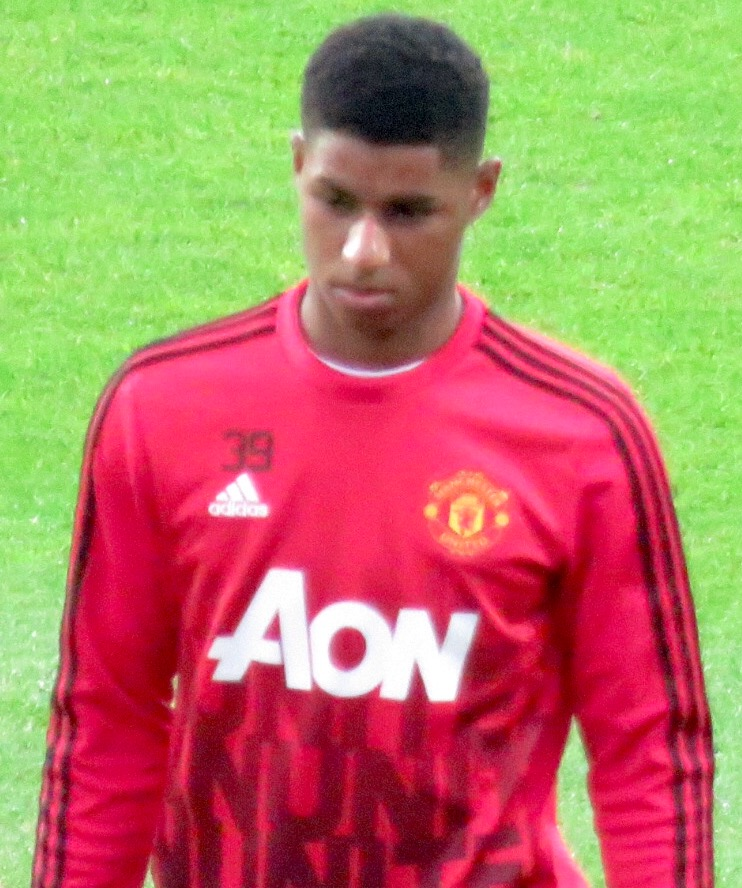
Рашфорд в 2016 году

25 февраля 2016 года дебютировал в основном составе «Манчестер Юнайтед» в матче 1/16 Лиги Европы УЕФА против «Мидтьюлланна» и забил два гола (матч завершился победой «Юнайтед» со счётом 5:1). В возрасте 18 лет и 117 дней он стал самым молодым игроком «Юнайтед», забивавшим в еврокубках, побив рекорд Джорджа Беста, установленный 20 октября 1964 года в матче Кубка ярмарок и продержавшийся 51 год. Этот рекорд Рашфорда продержался три года и был побит 19 сентября 2019 года 17-летним Мейсоном Гринвудом. 28 февраля в своём дебютном матче в Премьер-лиге Маркус помог своей команде одержать победу над «Арсеналом», забив два гола и отдав голевую передачу на Андера Эрреру; матч завершился победой «красных дьяволов» со счётом 3:2. 20 марта забил победный гол в манчестерском дерби на «Этихаде». В переигровке кубкового матча против «Вест Хэм Юнайтед» Рашфорд забил гол с передачи Антони Марсьяля. После этого Маркус забивал в ворота «Астон Виллы» и «Борнмута», и в обоих случаях эти голы оказались для «Манчестер Юнайтед» победными. Всего за неполный сезон 2015/16 Рашфорд сыграл за команду 18 матчей и забил 8 мячей.
По итогам сезона Рашфорд удостоился награды Джимми Мерфи лучшему молодому игроку года, а также получил вызов в национальную сборную Англии для подготовки к чемпионату Европы.
30 мая 2016 года подписал с «Манчестер Юнайтед» новый контракт до 2020 года.

#### 2016/17
Перед началом сезона 2016/17 Рашфорду был присвоен номер «19» вместо номера «39», под которым он выступал в предыдущем сезоне. 27 августа 2016 года, выйдя на замену в матче 3 тура Премьер-лиги против «Халл Сити», Маркус уже в добавленное время замкнул передачу с фланга Уэйна Руни, забив победный для своей команды гол. В октябре 2016 года занял второе место по итогам голосования на получение награды Golden Boy (обладателем награды стал Ренату Саншеш). 16 апреля 2017 года Рашфорд открыл счёт на 7-й минуте матча против лидера чемпионата, лондонского «Челси». Матч завершился победой «Юнайтед» со счётом 2:0. Четыре дня спустя Маркус забил победный гол в матче Лиги Европы УЕФА против «Андерлехта», который вывел команду в полуфинал турнира. 4 мая забил со штрафного единственный гол в выездном матче полуфинала Лиги Европы против «Сельты». Всего в сезоне 2016/17 провёл за клуб 53 матча и забил 11 голов, став лидером команды по числу проведённых матчей в сезоне.

#### 2017/18

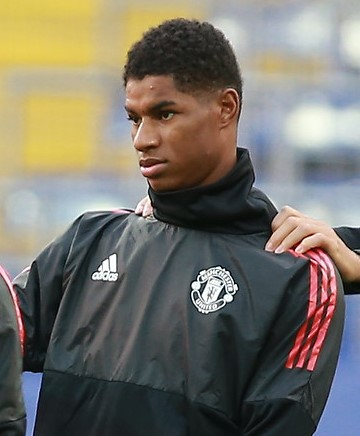
Рашфорд в 2017 году

Свой первый матч в сезоне 2017/18 Рашфорд провёл 8 августа 2017 года, выйдя на замену в матче Суперкубка УЕФА против «Реала». 14 августа в матче первого тура Премьер-лиги против «Вест Хэм Юнайтед» Маркус отдал голевую передачу на Ромелу Лукаку. Свой первый гол в сезоне он забил 26 августа в матче против «Лестер Сити», через три минуты после своего выхода на поле со скамейки запасных. 12 сентября Рашфорд забил в матче против «Базеля» в своём дебюте в Лиге чемпионов УЕФА; это был шестой турнир, в котором Маркус забивал в своём дебютном матче. 20 сентября Рашфорд сделал «дубль» в ворота «Бертон Альбион» в матче Кубка Футбольной лиги, а также отметился голевой передачей на Антони Марсьяля. В октябре Рашфорд занял третье место в голосовании на награду Golden Boy, уступив лишь Усману Дембеле и Килиану Мбаппе. 10 марта 2018 года Рашфорд впервые вышел в стартовом составе команды в 2018 году, забив два мяча в дерби против «Ливерпуля». Всего в сезоне 2017/18 Маркус сыграл в 52 матчах и забил 13 мячей.

#### 2018/19
Перед началом сезона 2018/19 Маркус получил от клуба футболку с номером «10», ранее принадлежавшую Златану Ибрагимовичу. В матче четвёртого тура Премьер-лиги против «Бернли» 2 сентября Рашфорд был удалён с поля за тычок головой Фила Бардсли. Свой первый гол в сезоне Маркус забил 29 сентября 2018 года в проигранном матче против «Вест Хэм Юнайтед». 3 ноября забил победный гол в добавленное время в матче против «Борнмута» и был признан лучшим игроком матча. 8 декабря в матче против «Фулхэма» Рашфорд сделал две голевые передачи и сам забил один мяч, обеспечив своей команде победу со счётом 4:1, и вновь был признан лучшим игроком матча. Всего в сезоне он забил 13 мячей, включая 10 мячей в Премьер-лиге.

#### 2019/20
Перед началом сезона 2019/20 Рашфорд подписал с клубом новый контракт до 2023 года, согласно которому его зарплата возросла до 200 тысяч фунтов в неделю. 11 августа 2019 года в матче первого тура Премьер-лиги против «Челси» на стадионе «Олд Траффорд» сделал «дубль». Матч завершился победой «Юнайтед» со счётом 4:0. 20 октября 2019 года Маркус забил гол в ворота лидера чемпионата, «Ливерпуля». Матч завершился вничью 1:1, что прервало серию из 17 побед подряд «Ливерпуля» в Премьер-лиге. 30 октября 2019 года два гола Рашфорда (один — с игры, второй — с пенальти) помогли «Юнайтед» одержать победу над «Челси» в Кубке Английской футбольной лиги со счётом 2:1. 4 декабря 2019 года Рашфорд забил два мяча в ворота «Тоттенхэм Хотспур» в матче 15-го тура Премьер-лиги, обеспечив своей команде победу со счётом 2:1. 11 января 2020 года Маркус сделал очередной «дубль» в матче Премьер-лиги против «Норвич Сити», который завершился со счётом 4:0. Это был 200-й матч Рашфорда за «Манчестер Юнайтед» и 63-й и 64-й голы за команду во всех турнирах. 15 января 2019 года в переигровке третьего раунда Кубка Англии против «Вулверхэмптон Уондерерс» Рашфорд вышел на замену на 64-й минуте, но спустя 16 минут вынужден был покинуть поле из-за травмы. Выяснилось, что у него стрессовый перелом позвоночника и он не сможет играть, как минимум, два месяца. Он вернулся на поле через полгода, в первом матче после возобновления Премьер-лиги, ранее остановленной из-за пандемии COVID-19, против «Тоттенхэм Хотспур» 20 июня. 4 июля забил свой 20-й гол в сезоне, реализовав пенальти в матче против «Борнмута». Сезон 2019/20 он завершил с 22 забитыми мячами в 44 матчах.

#### 2020/21
26 сентября 2020 года Маркус забил свой первый гол в сезоне в матче против «Брайтон энд Хоув Альбион». 28 октября 2020 года после выхода на замену в матче группового этапа Лиги чемпионов сделал хет-трик в игре против «Лейпцига». Это был второй хет-трик в истории «Манчестер Юнайтед», забитый игроком после выхода на замену (до него это удалось Уле Гуннару Сульшеру в матче против «Ноттингем Форест» в 1999 году). 26 декабря 2020 года Маркус стал третьим в списке самых молодых игроков «Манчестер Юнайтед» (после Уэйна Руни и Криштиану Роналду), забивших 50 голов в Премьер-лиге, отметившись забитым мячом в матче против «Лестер Сити»; матч завершился вничью со счётом 2:2.
12 января 2021 года Рашфорд сделал голевую передачу на Поля Погба, который забил победный гол в игре против «Бернли». После этого Юнайтед впервые поднялся на первую строчку турнирной таблицы Премьер-лиги впервые с сезона 2012/13. 2 февраля он забил второй гол «Юнайтед» в матче против «Саутгемптона», который завершился рекордной победой со счётом 9:0. 9 февраля Рашфорд провёл свой 250-й матч за «Манчестер Юнайтед»: это была игра Кубка Англии против «Вест Хэм Юнайтед»; Маркус стал четвёртым в списке самых молодых игроков в истории клуба, преодолевших этот рубеж. В апреле издание ESPN сообщило, что Рашфорд на протяжении последних двух лет «не провёл ни одной игры без боли» из-за травм плеча, спины и ноги. Всего в сезоне 2020/21 Рашфорд провёл за «Юнайтед» 57 матчей и забил 21 гол.
После завершения Евро-2020, на котором Рашфорд выступал за сборную Англии, игроку была проведена плановая операция на плече. Операция прошла «успешно», но Маркус не мог играть до октября 2021 года.

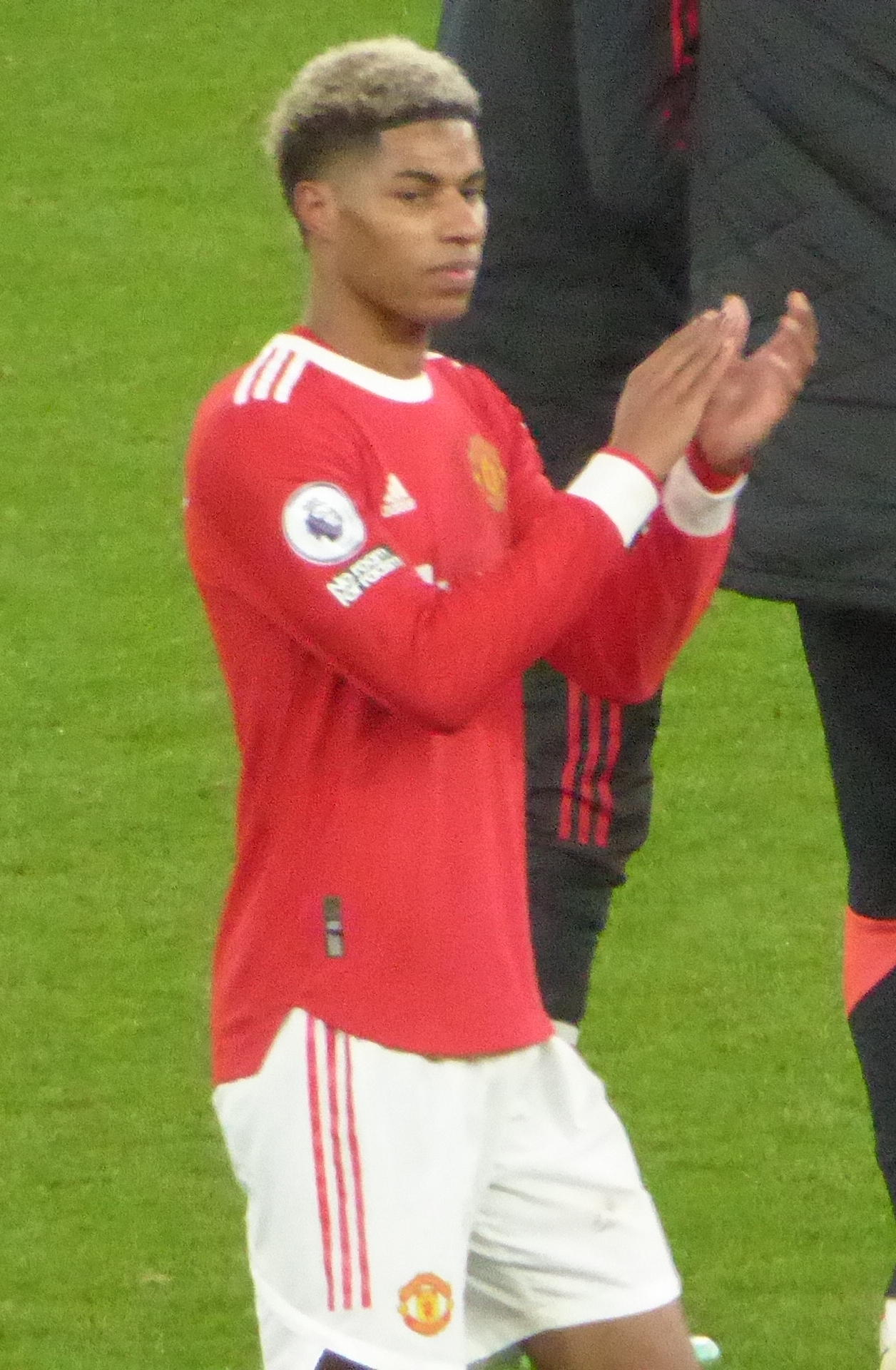
Рашфорд в 2022 году

#### 2021/22
Рашфорд вернулся к тренировкам 11 октября, а 16 октября впервые в сезоне вышел на поле, выйдя на замену и отметившись забитым мячом. 22 января 2022 года в матче против «Вест Хэм Юнайтед» Маркус вышел на замену во втором тайме и на 93-й минуте забил победный гол. Это был его четвёртый гол, который принёс клубу победу в матче Премьер-лиги, что стало рекордом турнира. Временный главный тренер «Манчестер Юнайтед» Ральф Рангник заявил, что считает Рашфорда «одним из лучших нападающих Англии» даже несмотря на серию неудачных выступлений. В сезоне 2021/22 Рашфорд забил только 5 мячей в 32 матчах, что стало самым низким показателем результативности за всю профессиональную карьеру Маркуса.

#### 2022/23
После успешного предсезонного турне под руководством нового главного тренера Эрика тен Хага, который использовал Маркуса на позициях центрфорварда и левого вингера, Рашфорд забил свой первый гол в сезоне в дерби против «Ливерпуля» 22 августа, а затем сделал «дубль» в матче против «Арсенала» 4 сентября. За шесть стартовых туров Премьер-лиги Рашфорд забил три гола и сделал две голевые передачи, что суммарно соответствовало его показателям в предыдущем сезоне, но достигнутым за шесть, а не за двадцать пять матчей. Обозреватель Sky Sports Джек Уилкинсон назвал эти показатели «возрождением» Рашфорда на фоне плохой формы англичанина предыдущем сезоне. 30 октября в игре против «Вест Хэм Юнайтед» Маркус забил свой 100-й гол за «Манчестер Юнайтед», став 22-м игроком клуба, которому удалось это достижение.
14 января 2023 года помог команде выиграть манчестерское дерби, забив победный гол в ворота «Сити». 25 мая в матче против «Челси» Рашфорд забил свой 30-й гол в сезоне, став первым игроком «Юнайтед» после Робина ван Перси в сезоне 2012/13, которому удалось преодолеть эту отметку. По окончании сезона Рашфорд удостоился двух клубных наград, получив Приз сэра Мэтта Басби лучшему игроку года (по версии болельщиков) и звания лучшего игрока года по версии игроков.

#### 2023/24
Перед началом сезона 2023/24 Рашфорд подписал с клубом новый пятилетний контракт. К середине декабря Рашфорд забил только 4 мяча в 15 матчах Премьер-лиги.

#### 2024/25
Новый тренер «Юнайтед» Рубен Аморим, пришедший в ноябре из лиссабонского «Спортинга», стал меньше доверять Рашфорду, появились слухи о его возможной продаже.

#### Аренда в «Астон Виллу»
2 февраля 2025 года Рашфорд отправился в аренду в клуб «Астон Вилла» до конца сезона 2024/25. Опция выкупа контракта летом 2025 года составляла 40 млн фунтов.

#### Аренда в «Барселону»
23 июля 2025 года отправился в сезонную аренду в испанский клуб «Барселона».

## Карьера в сборной
До своего дебюта в основном составе «Манчестер Юнайтед» Рашфорд выступал за национальные сборные Англии до 16 и до 18 лет.

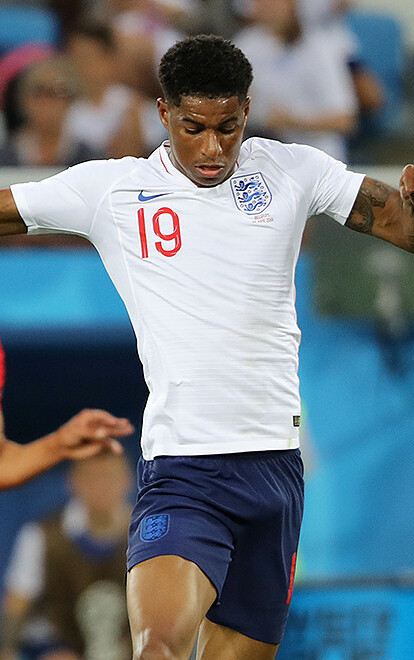
Рашфорд в составе сборной на чемпионате мира 2018 года

27 марта 2016 года дебютировал в составе сборной Англии до 20 лет в матче против сверстников из Канады.
В мае 2016 года Рашфорд был включён главным тренером национальной сборной Англии Роем Ходжсоном в предварительную заявку сборной Англии для выступления на чемпионате Европы. В составе основной сборной Англии Маркус Рашфорд дебютировал 27 мая 2016 года в товарищеском матче против сборной Австралии, в котором ему удалось забить гол уже на 138-й секунде игры. Благодаря этому голу Рашфорд в возрасте 18 лет и 208 дней стал самым молодым игроком, забивавшим за сборную Англии в дебютном матче, побив рекорд Томми Лоутона. По итогам встречи Маркус был признан игроком матча, получив награду от Гленна Ходдла. 31 мая 2016 года Рой Ходжсон включил Рашфорда в заявку сборной Англии на чемпионат Европы. 16 июня Маркус дебютировал на чемпионате Европы, выйдя на поле на 73-й минуте матча против сборной Уэльса, в котором англичане одержали волевую победу со счётом 2:1. В матче против валлийцев Маркус стал самым молодым игроком сборной Англии на чемпионатах Европы, побив рекорд, принадлежавший до этого Уэйну Руни.
В августе 2016 года Маркус был впервые вызван в сборную Англии до 21 года. 6 сентября 2016 года дебютировал за молодёжную сборную в матче против молодёжной сборной Норвегии, сделав хет-трик в этой игре. Рашфорд забивал в четырёх своих дебютных матчах в 2016 году: за «Манчестер Юнайтед» (против «Мидтьюлланна» 25 февраля), в Премьер-лиге (против «Арсенала» 28 февраля), за первую сборную Англии (против сборной Австралии 27 мая) и за молодёжную сборную Англии (против Норвегии 6 сентября).
В марте 2017 года Рашфорд вновь получил вызов от Гарета Саутгейта в сборную Англии в связи с травмами Гарри Кейна, Даниэля Старриджа и Уэйна Руни
4 сентября 2017 года Рашфорд забил свой первый гол за первую сборную Англии в матче отборочного турнира к чемпионату мира против сборной Словакии.
Рашфорд был включён в состав сборной Англии на чемпионат мира в России. На турнире Маркус провёл 5 матчей, из которых лишь один начал в стартовом составе.
1 июня 2021 года был включён в заявку сборной Англии на Евро-2020. 11 июля 2021 года финальный матч чемпионата Европы против сборной Италии завершился серией послематчевых пенальти. Рашфорд стал третьим исполнителем пенальти в составе англичан, но пробил мимо ворот. В итоге сборная Италии выиграла Евро-2020. После этого Рашфорд, Джейдон Санчо и Букайо Сака, не забившие пенальти, подверглись расистским оскорблениях в соцсетях.
В ноябре был включён в заявку сборной Англии для участия в чемпионате мира 2022 года в Катаре. 21 ноября 2022 года забил мяч в ворота сборной Ирана в первом матче группового этапа. 29 ноября сделал «дубль» в матче против сборной Уэльса в последнем матче группового этапа, впервые в карьере забив более одного мяча за главную сборную. Один из мячей Уэльсу Рашфорд забил прямым ударом со штрафного.

### Матчи за сборную Англии
По состоянию на 19 июня 2023 года
| Матчи и голы Маркуса Рашфорда за сборную Англии | Матчи и голы Маркуса Рашфорда за сборную Англии | Матчи и голы Маркуса Рашфорда за сборную Англии | Матчи и голы Маркуса Рашфорда за сборную Англии | Матчи и голы Маркуса Рашфорда за сборную Англии | Матчи и голы Маркуса Рашфорда за сборную Англии | Матчи и голы Маркуса Рашфорда за сборную Англии |
| №                                               | Дата                                            | Место проведения                                | Соперник                                        | Счёт                                            | Голы Рашфорда                                   | Турнир                                          |
| ----------------------------------------------- | ----------------------------------------------- | ----------------------------------------------- | ----------------------------------------------- | ----------------------------------------------- | ----------------------------------------------- | ----------------------------------------------- |
| 1                                               | 27 мая 2016                                     | «Стэдиум оф Лайт», Сандерленд                   | Австралия                                       | 2:1                                             | 3′                                              | Товарищеский матч                               |
| 2                                               | 16 июня 2016                                    | «Феликс Боллар», Ланс                           | Уэльс                                           | 2:1                                             |                                                 | ЧЕ-2016. Групповой этап                         |
| 3                                               | 27 июня 2016                                    | «Альянц Ривьера», Ницца                         | Исландия                                        | 1:2                                             |                                                 | ЧЕ-2016. 1/8 финала                             |
| 4                                               | 8 октября 2016                                  | «Уэмбли», Лондон                                | Мальта                                          | 2:0                                             |                                                 | Отборочные матчи ЧМ-2018                        |
| 5                                               | 11 октября 2016                                 | «Стожице», Любляна                              | Словения                                        | 0:0                                             |                                                 | Отборочные матчи ЧМ-2018                        |
| 6                                               | 15 ноября 2016                                  | «Уэмбли», Лондон                                | Испания                                         | 2:2                                             |                                                 | Товарищеский матч                               |
| 7                                               | 22 марта 2017                                   | «Сигнал Идуна Парк», Дортмунд                   | Германия                                        | 0:1                                             |                                                 | Товарищеский матч                               |
| 8                                               | 26 марта 2017                                   | «Уэмбли», Лондон                                | Литва                                           | 2:0                                             |                                                 | Отборочные матчи ЧМ-2018                        |
| 9                                               | 10 июня 2017                                    | «Хэмпден Парк», Глазго                          | Шотландия                                       | 2:2                                             |                                                 | Отборочные матчи ЧМ-2018                        |
| 10                                              | 1 сентября 2017                                 | «Национальный», Та-Кали                         | Мальта                                          | 4:0                                             |                                                 | Отборочные матчи ЧМ-2018                        |
| 11                                              | 4 сентября 2017                                 | «Уэмбли», Лондон                                | Словакия                                        | 2:1                                             | 59′                                             | Отборочные матчи ЧМ-2018                        |
| 12                                              | 5 октября 2017                                  | «Уэмбли», Лондон                                | Словения                                        | 1:0                                             |                                                 | Отборочные матчи ЧМ-2018                        |
| 13                                              | 8 октября 2017                                  | «ЛФФ», Вильнюс                                  | Литва                                           | 1:0                                             |                                                 | Отборочные матчи ЧМ-2018                        |
| 14                                              | 10 ноября 2017                                  | «Уэмбли», Лондон                                | Германия                                        | 0:0                                             |                                                 | Товарищеский матч                               |
| 15                                              | 14 ноября 2017                                  | «Уэмбли», Лондон                                | Бразилия                                        | 0:0                                             |                                                 | Товарищеский матч                               |
| 16                                              | 23 марта 2018                                   | «Амстердам Арена», Амстердам                    | Нидерланды                                      | 1:0                                             |                                                 | Товарищеский матч                               |
| 17                                              | 27 марта 2018                                   | «Уэмбли», Лондон                                | Италия                                          | 1:1                                             |                                                 | Товарищеский матч                               |
| 18                                              | 2 июня 2018                                     | «Уэмбли», Лондон                                | Нигерия                                         | 2:1                                             |                                                 | Товарищеский матч                               |
| 19                                              | 7 июня 2018                                     | «Элланд Роуд», Лидс                             | Коста-Рика                                      | 2:0                                             | 13′                                             | Товарищеский матч                               |
| 20                                              | 18 июня 2018                                    | «Волгоград Арена», Волгоград                    | Тунис                                           | 2:1                                             |                                                 | ЧМ-2018. Групповой этап                         |
| 21                                              | 28 июня 2018                                    | Стадион «Калининград», Калининград              | Бельгия                                         | 0:1                                             |                                                 | ЧМ-2018. Групповой этап                         |
| 22                                              | 3 июля 2018                                     | «Открытие Арена», Москва                        | Колумбия                                        | 1:1 (п. 4:3)                                    |                                                 | ЧМ-2018. 1/8 финала                             |
| 23                                              | 7 июля 2018                                     | «Самара Арена», Самара                          | Швеция                                          | 2:0                                             |                                                 | ЧМ-2018. 1/4 финала                             |
| 24                                              | 11 июля 2018                                    | «Лужники», Москва                               | Хорватия                                        | 1:2                                             |                                                 | ЧМ-2018. 1/2 финала                             |
| 25                                              | 14 июля 2018                                    | «Крестовский», Санкт-Петербург                  | Бельгия                                         | 0:2                                             |                                                 | ЧМ-2018. Матч за 3-е место                      |
| 26                                              | 8 сентября 2018                                 | «Уэмбли», Лондон                                | Испания                                         | 1:2                                             | 11′                                             | Лига наций УЕФА 2018/19. Лига A                 |
| 27                                              | 11 сентября 2018                                | «Кинг Пауэр», Лестер                            | Швейцария                                       | 1:0                                             | 54′                                             | Товарищеский матч                               |
| 28                                              | 12 октября 2018                                 | «Руевица», Риека                                | Хорватия                                        | 0:0                                             |                                                 | Лига наций УЕФА 2018/19. Лига A                 |
| 29                                              | 15 октября 2018                                 | «Бенито Вильямарин», Севилья                    | Испания                                         | 3:2                                             | 29′                                             | Лига наций УЕФА 2018/19. Лига A                 |
| 30                                              | 15 ноября 2018                                  | «Уэмбли», Лондон                                | США                                             | 3:0                                             |                                                 | Товарищеский матч                               |
| 31                                              | 18 ноября 2018                                  | «Уэмбли», Лондон                                | Хорватия                                        | 2:1                                             |                                                 | Лига наций УЕФА 2018/19. Лига A                 |
| 32                                              | 6 июня 2019                                     | «Афонсу Энрикиш», Гимарайнш                     | Нидерланды                                      | 1:3                                             | 32′ (пен.)                                      | Лига наций УЕФА. Финальная стадия               |
| 33                                              | 7 сентября 2019                                 | «Уэмбли», Лондон                                | Болгария                                        | 4:0                                             |                                                 | Отборочные матчи ЧЕ-2020                        |
| 34                                              | 10 сентября 2019                                | «Сент-Мэрис», Саутгемптон                       | Косово                                          | 5:3                                             |                                                 | Отборочные матчи ЧЕ-2020                        |
| 35                                              | 11 октября 2019                                 | «Эден Арена», Прага                             | Чехия                                           | 1:2                                             |                                                 | Отборочные матчи ЧЕ-2020                        |
| 36                                              | 14 октября 2019                                 | «Васил Левски», София                           | Болгария                                        | 6:0                                             | 7′                                              | Отборочные матчи ЧЕ-2020                        |
| 37                                              | 14 ноября 2019                                  | «Уэмбли», Лондон                                | Черногория                                      | 7:0                                             | 30′                                             | Отборочные матчи ЧЕ-2020                        |
| 38                                              | 17 ноября 2019                                  | «Фадиль Вокри», Приштина                        | Косово                                          | 4:0                                             | 83′                                             | Отборочные матчи ЧЕ-2020                        |
| 39                                              | 11 октября 2020                                 | «Уэмбли», Лондон                                | Бельгия                                         | 2:1                                             | 39′ (пен.)                                      | Лига наций УЕФА 2020/2021                       |
| 40                                              | 14 октября 2020                                 | «Уэмбли», Лондон                                | Дания                                           | 0:1                                             |                                                 | Лига наций УЕФА 2020/2021                       |
| 41                                              | 6 июня 2021                                     | «Риверсайд», Мидлсбро                           | Румыния                                         | 1:0                                             | 68′ (пен.)                                      | Товарищеский матч                               |
| 42                                              | 13 июня 2021                                    | «Уэмбли», Лондон                                | Хорватия                                        | 1:0                                             |                                                 | Евро-2020. Групповой этап                       |
| 43                                              | 18 июня 2021                                    | «Уэмбли», Лондон                                | Шотландия                                       | 0:0                                             |                                                 | Евро-2020. Групповой этап                       |
| 44                                              | 22 июня 2021                                    | «Уэмбли», Лондон                                | Чехия                                           | 1:0                                             |                                                 | Евро-2020. Групповой этап                       |
| 45                                              | 3 июля 2021                                     | «Олимпийский стадион», Рим                      | Украина                                         | 4:0                                             |                                                 | Евро-2020. 1/4 финала                           |
| 46                                              | 11 июля 2021                                    | «Уэмбли», Лондон                                | Италия                                          | 1:1 (пен. 2:3)                                  |                                                 | Евро-2020. Финал                                |
| 47                                              | 21 ноября 2022                                  | «Халифа», Доха                                  | Иран                                            | 6:2                                             | 71′                                             | ЧМ-2022. Групповой этап                         |
| 48                                              | 25 ноября 2022                                  | «Эль-Байт», Эль-Хаур                            | США                                             | 0:0                                             |                                                 | ЧМ-2022. Групповой этап                         |
| 49                                              | 29 ноября 2022                                  | «Ахмед бин Али», Эр-Райян                       | Уэльс                                           | 3:0                                             | 50′ 68′                                         | ЧМ-2022. Групповой этап                         |
| 50                                              | 4 декабря 2022                                  | «Эль-Байт», Эль-Хаур                            | Сенегал                                         | 3:0                                             |                                                 | ЧМ-2022. 1/8 финала                             |
| 51                                              | 10 декабря 2022                                 | «Эль-Байт», Эль-Хаур                            | Франция                                         | 1:2                                             |                                                 | ЧМ-2022. 1/4 финала                             |
| 52                                              | 16 июня 2023                                    | «Национальный стадион», Та-Кали                 | Мальта                                          | 4:0                                             |                                                 | Отборочные матчи ЧЕ-2024                        |
| 53                                              | 19 июня 2023                                    | «Олд Траффорд», Манчестер                       | Северная Македония                              | 7:0                                             | 45′                                             | Отборочные матчи ЧЕ-2024                        |

Итого: 53 матча / 16 голов; 32 победы, 11 ничьих, 10 поражений.

## Стиль игры
Обычно выступает на позициях левого вингера или нападающего, хотя по ходу матча может часто меняться позициями с партнёрами по атаке, смещаясь на правый, левый фланг или в центр. Отличается высокой скоростью, особенно эффективно действует при быстрых контратаках. Может хорошо пробить штрафной удар и пенальти.

## Достижения

### Командные достижения
«Манчестер Юнайтед»
- Обладатель Кубка Англии (2): 2015/16, 2023/24[104]
- Обладатель Кубка Английской футбольной лиги (2): 2016/17, 2022/23
- Обладатель Суперкубка Англии: 2016
- Победитель Лиги Европы УЕФА: 2016/17

Итого: 6 трофеев
Сборная Англии
- Третье место Лиги наций УЕФА: 2019
- Серебряный призёр чемпионата Европы: 2020

### Личные достижения
- Приз сэра Мэтта Басби лучшему игроку года: 2022/23
- Награда Джимми Мерфи лучшему молодому игроку года: 2016
- Игрок месяца английской Премьер-лиги (4): январь 2019[105], сентябрь 2022[106], январь 2023[107], февраль 2023[108]
- Игрок года по версии болельщиков ПФА: 2023
- Игрок месяца по версии болельщиков ПФА (2): декабрь 2019, февраль 2023
- Лучший бомбардир Лиги Европы УЕФА: 2022/23[109]
- Обладатель награды АФЖ за заслуги перед футболом: 2021
- Автор лучшего гола месяца английской Премьер-лиги: март 2024

### Награды
- Член ордена Британской империи (2020)

## Статистика выступлений
По состоянию на 16 августа 2025 года
| Клуб                 | Сезон            | Лига | Лига | Кубок страны | Кубок страны | Кубок лиги | Кубок лиги | Еврокубки | Еврокубки | Прочие | Прочие | Итого | Итого |
| Клуб                 | Сезон            | Игры | Голы | Игры         | Голы         | Игры       | Голы       | Игры      | Голы      | Игры   | Голы   | Игры  | Голы  |
| -------------------- | ---------------- | ---- | ---- | ------------ | ------------ | ---------- | ---------- | --------- | --------- | ------ | ------ | ----- | ----- |
| Манчестер Юнайтед    | 2015/16          | 11   | 5    | 4            | 1            | 0          | 0          | 3         | 2         | 0      | 0      | 18    | 8     |
| Манчестер Юнайтед    | 2016/17          | 32   | 5    | 3            | 3            | 6          | 1          | 11        | 2         | 1      | 0      | 53    | 11    |
| Манчестер Юнайтед    | 2017/18          | 35   | 7    | 5            | 1            | 3          | 2          | 8         | 3         | 1      | 0      | 52    | 13    |
| Манчестер Юнайтед    | 2018/19          | 33   | 10   | 4            | 1            | 0          | 0          | 10        | 2         | 0      | 0      | 47    | 13    |
| Манчестер Юнайтед    | 2019/20          | 31   | 17   | 4            | 0            | 3          | 4          | 6         | 1         | 0      | 0      | 44    | 22    |
| Манчестер Юнайтед    | 2020/21          | 37   | 11   | 3            | 1            | 4          | 1          | 13        | 8         | 0      | 0      | 57    | 21    |
| Манчестер Юнайтед    | 2021/22          | 25   | 4    | 2            | 0            | 0          | 0          | 5         | 1         | 0      | 0      | 32    | 5     |
| Манчестер Юнайтед    | 2022/23          | 35   | 17   | 6            | 1            | 6          | 6          | 9         | 6         | 0      | 0      | 55    | 30    |
| Манчестер Юнайтед    | 2023/24          | 33   | 7    | 5            | 1            | 1          | 0          | 4         | 0         | 0      | 0      | 43    | 8     |
| Манчестер Юнайтед    | 2024/25          | 15   | 4    | 0            | 0            | 2          | 2          | 6         | 1         | 1      | 0      | 24    | 7     |
| Манчестер Юнайтед    | Итого            | 287  | 87   | 36           | 9            | 25         | 16         | 75        | 26        | 3      | 0      | 426   | 138   |
| Астон Вилла (аренда) | 2024/25          | 10   | 2    | 3            | 2            | 0          | 0          | 4         | 0         | 0      | 0      | 17    | 4     |
| Астон Вилла (аренда) | Итого            | 10   | 2    | 3            | 2            | 0          | 0          | 4         | 0         | 0      | 0      | 17    | 4     |
| Барселона (аренда)   | 2025/26          | 1    | 0    | 0            | 0            | —          | —          | 0         | 0         | 0      | 0      | 1     | 0     |
| Барселона (аренда)   | Итого            | 1    | 0    | 0            | 0            | 0          | 0          | 0         | 0         | 0      | 0      | 1     | 0     |
| Всего за карьеру     | Всего за карьеру | 298  | 89   | 39           | 11           | 25         | 16         | 79        | 26        | 3      | 0      | 444   | 142   |

## Благотворительность
В 2020 году во время карантинных мероприятий, введённых по распоряжению Правительства Великобритании в ответ на распространение COVID-19, Рашфорд поддержал благотворительную организацию FareShare и помог собрать 20 млн фунтов стерлингов на бесплатные обеды для школьников. Изначально проект затевался для помощи школьникам в графстве Большой Манчестер, но впоследствии распространился на всю страну. 11 июня 2020 года Рашфорд сообщил, что благодаря собранным средствам бесплатные обеды получат 3 миллиона школьников по всей стране. 15 июня Маркус написал открытое письмо к членам Парламента с просьбой принять меры по борьбе с детской бедностью в Великобритании. На следующий день Правительство Великобритании объявило о продлении программы помощи малоимущим семьям с детьми во время школьных каникул, причём публичная позиция Рашфорда сыграла ключевую роль в данном решении. 15 июля 2020 года стало известно, что в качестве признания заслуг в борьбе с детской бедностью Рашфорд получит почётную степень доктора Манчестерского университета, став самым юным обладателем этого звания в истории. 1 сентября 2020 года Маркус объявил о создании «рабочей группы» по борьбе с продовольственной бедностью среди детей в Великобритании, в которую вошли крупнейшие британские продуктовые сети, включая Aldi, Asda, Co-op, Deliveroo, FareShare, Food Foundation, Iceland, Kellogg’s, Lidl, Sainsbury’s, Tesco и Waitrose.

## Личная жизнь
У Маркуса есть три брата и сестра. На момент своего дебюта в основном составе «Манчестер Юнайтед» в феврале 2016 года он проживал со своей матерью Мел в южном Манчестере. В 2017 году приобрёл себе отдельный дом стоимостью 1,85 млн фунтов с шестью спальнями и гаражом для двух автомобилей.